# Église orthodoxe russe en France
 (mars 2015).
Améliorez-le ou discutez des points à vérifier. 
L'implantation de paroisses orthodoxes russes en France remonte au XIXe siècle.

## Histoire
Dès la fin du XIXe siècle, en Europe de l'Ouest, notamment dans les villes d'eaux ou celles situées sur les rivages de la Méditerranée, des Russes aisés viennent en villégiature, parfois pour de très longs séjours ; ils éprouvent donc le besoin  de créer des conditions propices à l’observation de leurs traditions cultuelles. L’Église Saint-Nicolas-et-Sainte-Alexandra de Nice : Церковь Святых Никола́я и Алекса́ндры est consacrée en janvier 1860, qui est alors encore, mais pour peu de temps, avec son comté, dans le royaume de Piémont-Sardaigne (1720-1861), appartenant à la Maison de Savoie. Lors du rattachement de ce comté quelques mois plus tard, l'édifice devient donc la première église russe sur le territoire français. Peu après, rue Daru à Paris, la cathédrale Saint-Alexandre-Nevsky est consacrée en 1861, premier édifice cultuel orthodoxe russe de la capitale. Les églises Saint-Alexandre-Nevsky-et-de-la-Protection-de-la-Mère-de-Dieu de Biarritz et Notre-Dame-Joie-des-Affligés-et-Saint-Nicolas-le-Thaumaturge de Menton sont consacrées en 1892, l'église Saint-Michel-Archange de Cannes en 1894. La cathédrale Saint-Nicolas de Nice est inaugurée en 1912.

Avant 1917, de riches lieux de culte, voulus à l'image de la Russie impériale.
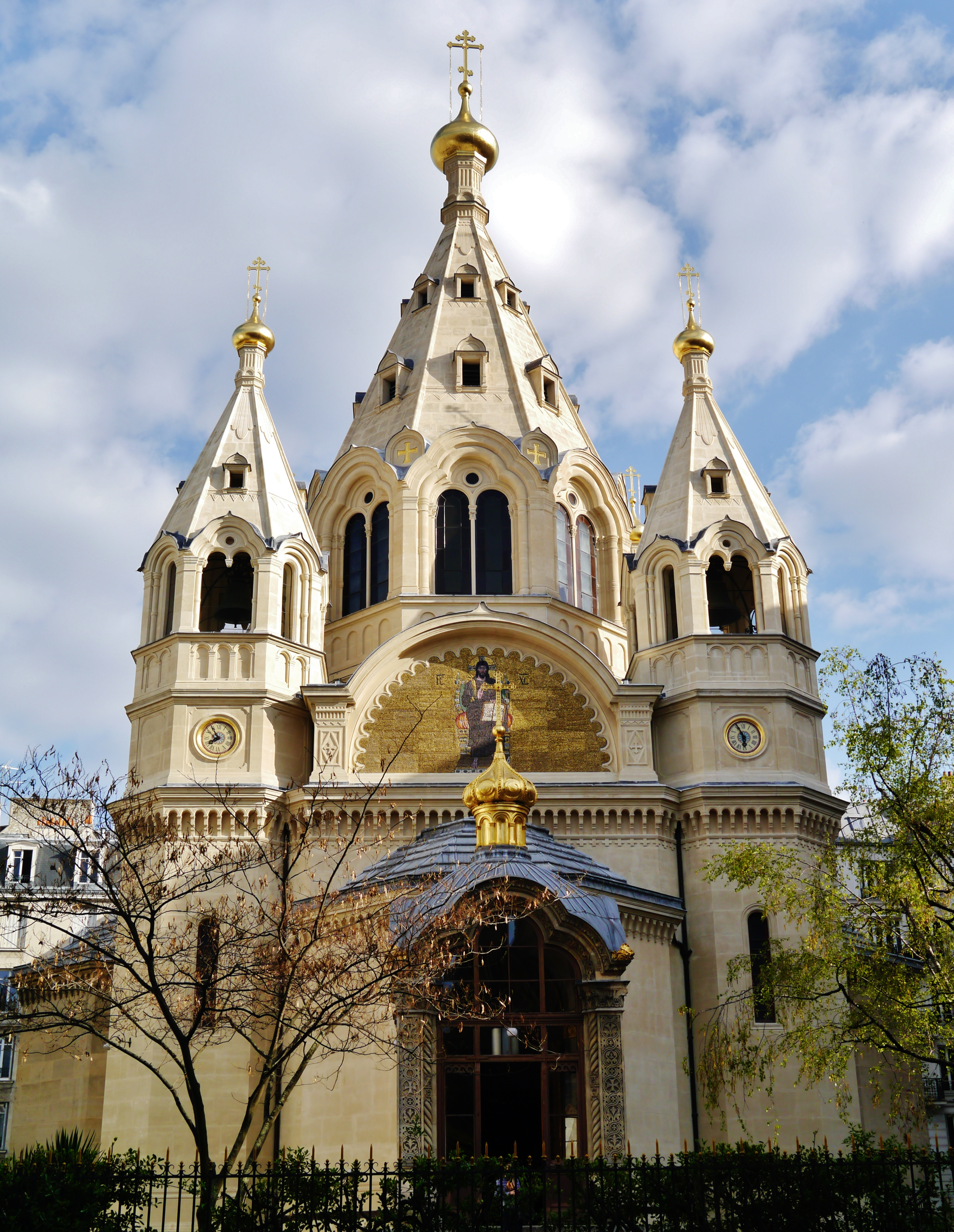
La cathédrale Saint-Alexandre-Nevsky, à Paris.
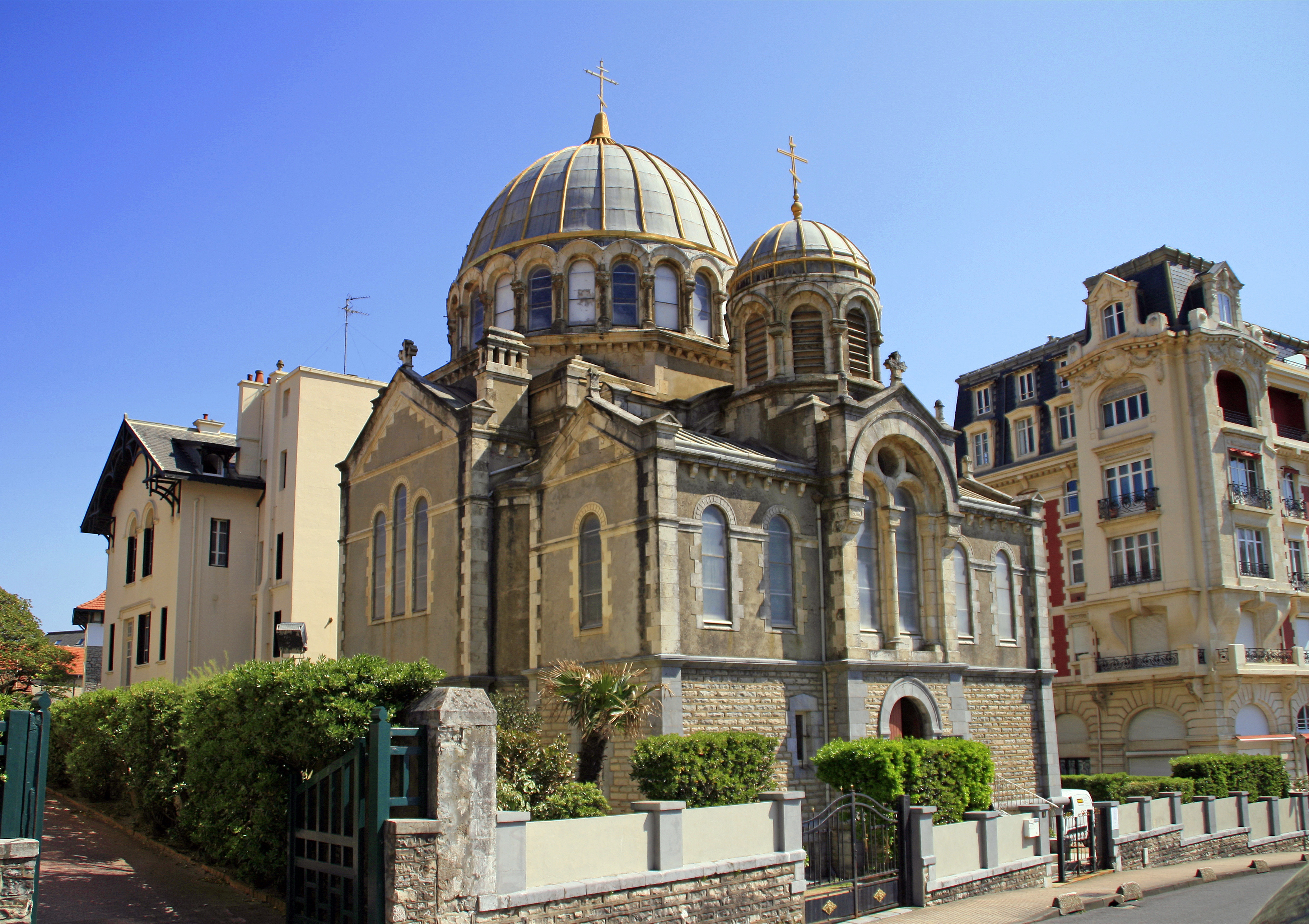
L'église Saint-Alexandre-Nevsky-et-de-la-Protection-de-la-Mère-de-Dieu, à Biarritz.
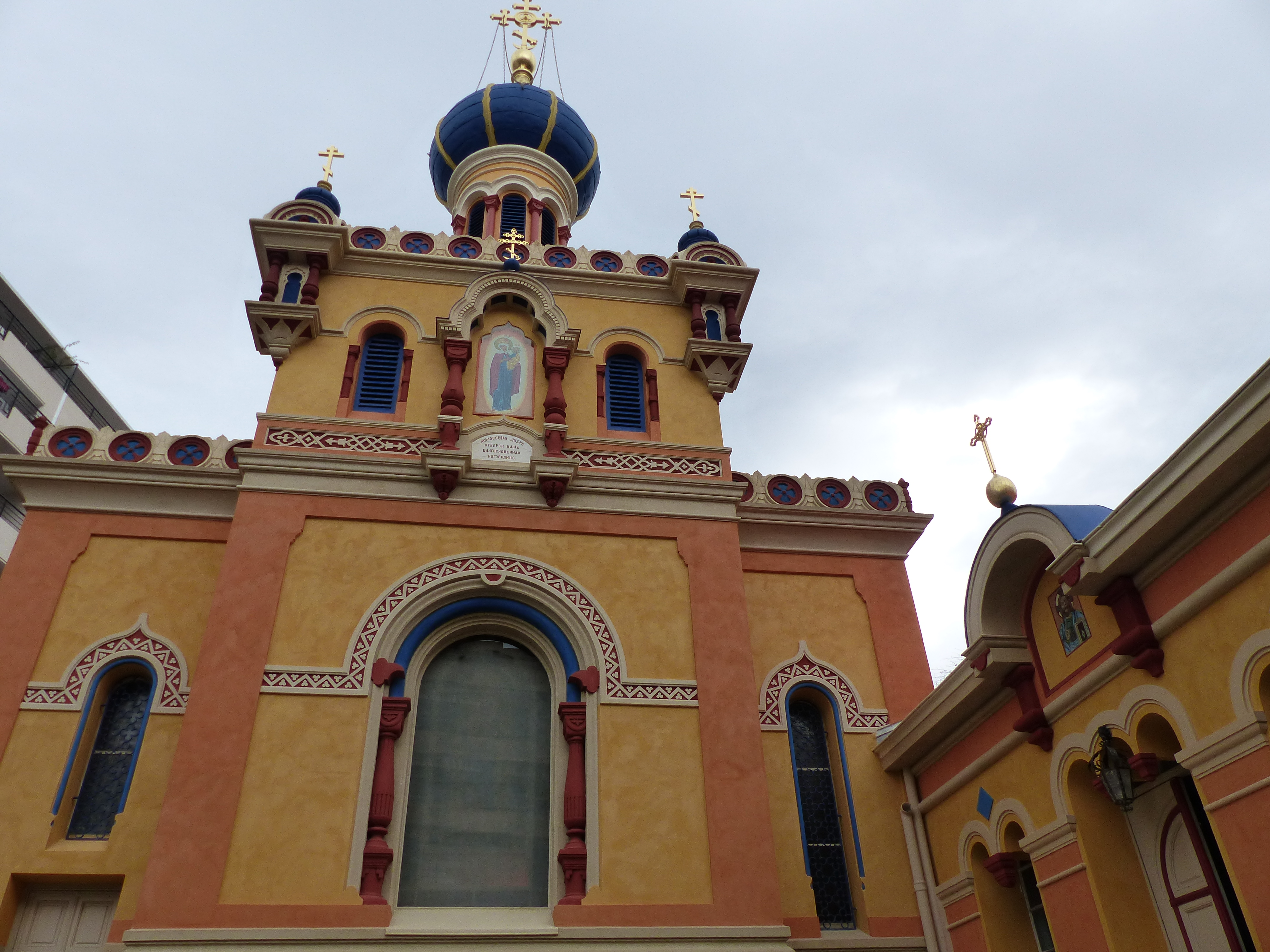
L'église Notre-Dame-Joie-des-Affligés-et-Saint-Nicolas-le-Thaumaturge, à Menton.
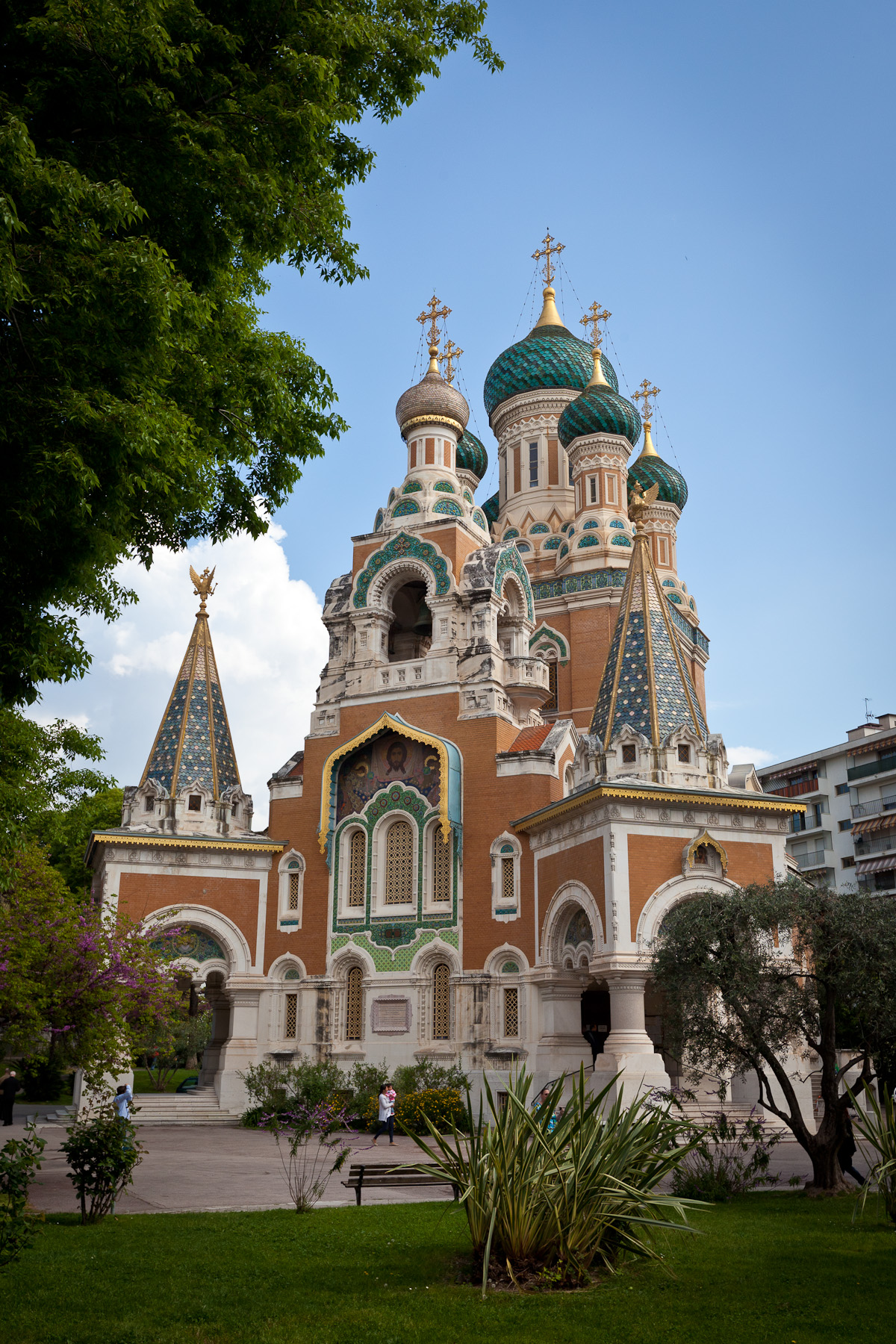
La cathédrale Saint-Nicolas, à Nice.

Par la suite, conséquence des révolutions de 1917 (en février, puis en octobre) et de la guerre civile qui s'ensuit, affluent ceux qui fuient le nouveau régime bolchevique. Les lieux de cultes existants, qui au-delà de leur rôle religieux, sont des points de rencontre pour la communauté des russes exilés, sont vite saturés. Des offices sont alors célébrés dans d'autres locaux, provisoires, souvent loués ou prêtés. Mais la prise de conscience au sein de cette communauté que l'exil risque d'être long, amènent à l'établissement pérenne de vraies églises, des lieux gérés en toute propriété par la dite communauté. Ces nouvelles implantations ne se font pas qu'à Paris, où dès 1925 s'ouvre l'Institut de théologie orthodoxe Saint-Serge, au 93, rue de Crimée, et dans les villes et régions touristiques déjà connues des Russes, où tout naturellement beaucoup choisissent de s'implanter, notamment les plus riches ; elles se font également dans des régions industrielles, quand la nécessité de s'intégrer au pays d'accueil amènent beaucoup à prendre un emploi dans les bassins qui en proposent dans les années 1920. Ainsi, est érigée en 1926 l'église Saint-Serge à Colombelles (où se trouve une usine sidérurgique de la Société métallurgique de Normandie). Vers la même époque une église Saint-Alexandre-Nevsky est créée au Creusot ; le local est donné par madame Schneider dont la famille est le premier employeur local. De même, la ville industrielle de Belfort accueille une église de la Résurrection-du-Christ. Pareillement, en région parisienne, de nouveaux lieux de culte sont créés dans des quartiers alors populaires, tel le 15e arrondissement (où est implantée l'usine Citroën du quai de Javel) ou dans la banlieue ouvrière (Boulogne-Billancourt, Courbevoie, Vanves…). Il est important de noter que ces nouveaux lieux de culte sont aménagés dans des conditions économiques précaires, bien entendu sans le soutien financier de la mère patrie devenue Union des républiques socialistes soviétiques, et par la seule volonté d'une communauté en exil désargentée. Ils sont donc le plus souvent fort modestes, parfois de simples hangars en bois aménagés, même si un effort particulier est fait pour le doter d'une belle iconostase et souvent surmonter le bâtiment d'un bulbe, même de petite taille.

Après 1917, de nouveaux lieux de culte aménagés selon les moyens limités d'une communauté d'exilés.
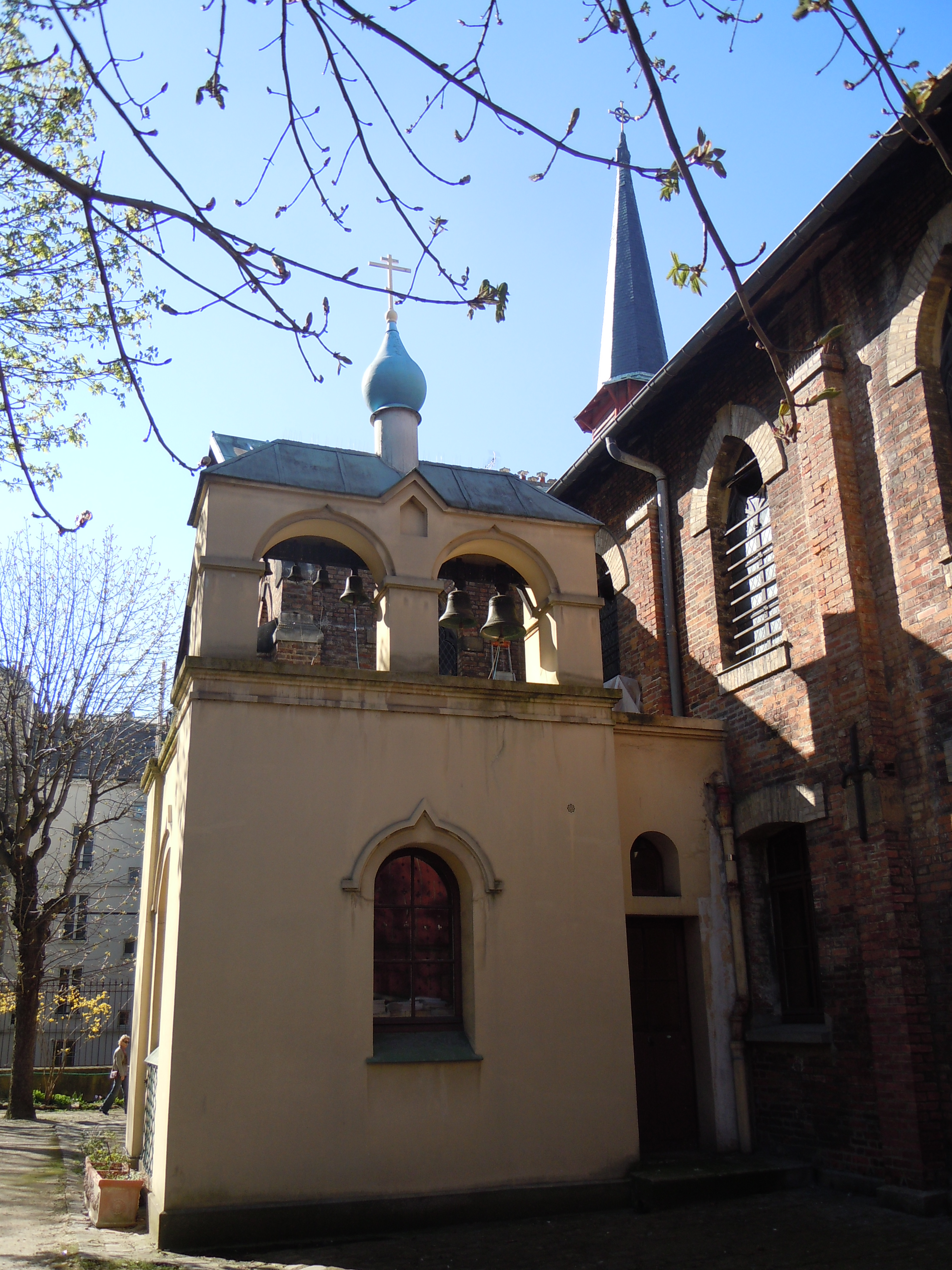
L'église Saint-Serge, sur le même site que l'Institut Saint-Serge fondé en 1925, reconversion d'une ancienne église luthérienne allemande des années 1850, architecturalement « russifiée » par l'ajout d'éléments (escalier en bois, clocher, iconostase…).
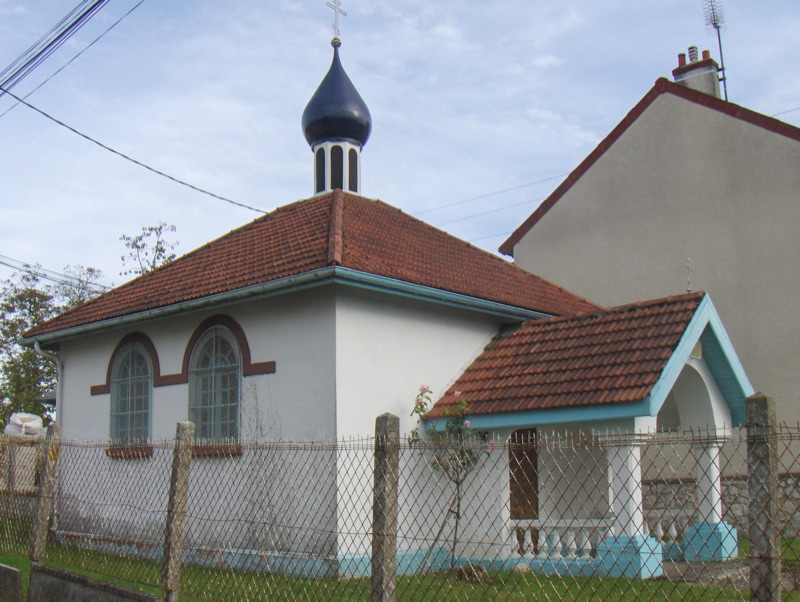
Édifiée en 1938, l'église Notre-Dame-de-toutes-les-Protections à Champagne-sur-Seine (Seine-et-Marne) où une usine Schneider est à l'époque en activité. Après l'extinction de la communauté russe locale en 1982, elle est léguée à la commune qui en fait un musée mémoriel.
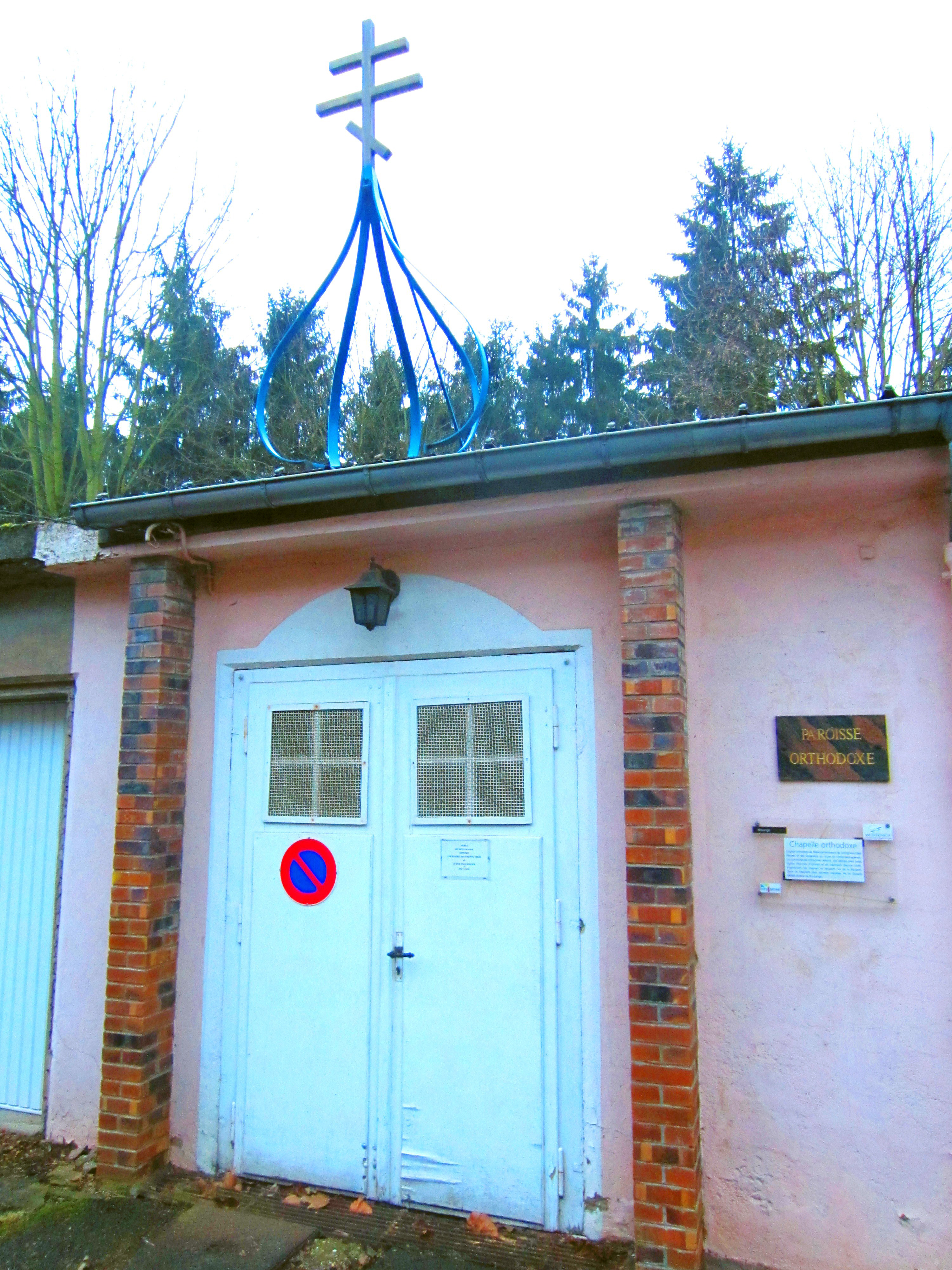
Ayant auparavant connu plusieurs lieux plus ou moins précaires, l'église de la Sainte-Trinité-Saint-Nicolas, aménagée depuis 1946 au sein d'une rangée de garages, à Nilvange (Moselle).

Jusqu'à la fin du XXe siècle, il y a peu de changement dans la géographie des lieux de cultes orthodoxes de tradition russe en France, même si certains disparaissent au cours du temps (par exemple à Troyes, l'église est détruite dans un bombardement en août 1940), beaucoup subsistent, quitte à n'être desservies pour le culte qu'épisodiquement. Les paroisses connaissent souvent une érosion démographique, conséquence de la disparition progressive des générations ayant quitté la Russie, qui ne sont que partiellement remplacés par les nouvelles générations, nées en France et qui s'y sont assimilées. Souvent celles-ci fréquentent moins l'église, ou ayant fondé des familles avec des non-orthodoxes, ont pas ou peu de liens avec la religion de leurs aïeux. Les offices restent souvent célébrés en slavon, mais souvent aussi en français. Si l'arrivée en France de nouveaux paroissiens venu de Russie a été très mince durant la période soviétique, si ce n'est quelques dissidents, qui se sont surtout installés en région parisienne, depuis la fin du régime soviétique, sont arrivés de nouveaux membres dans les paroisses.

. 

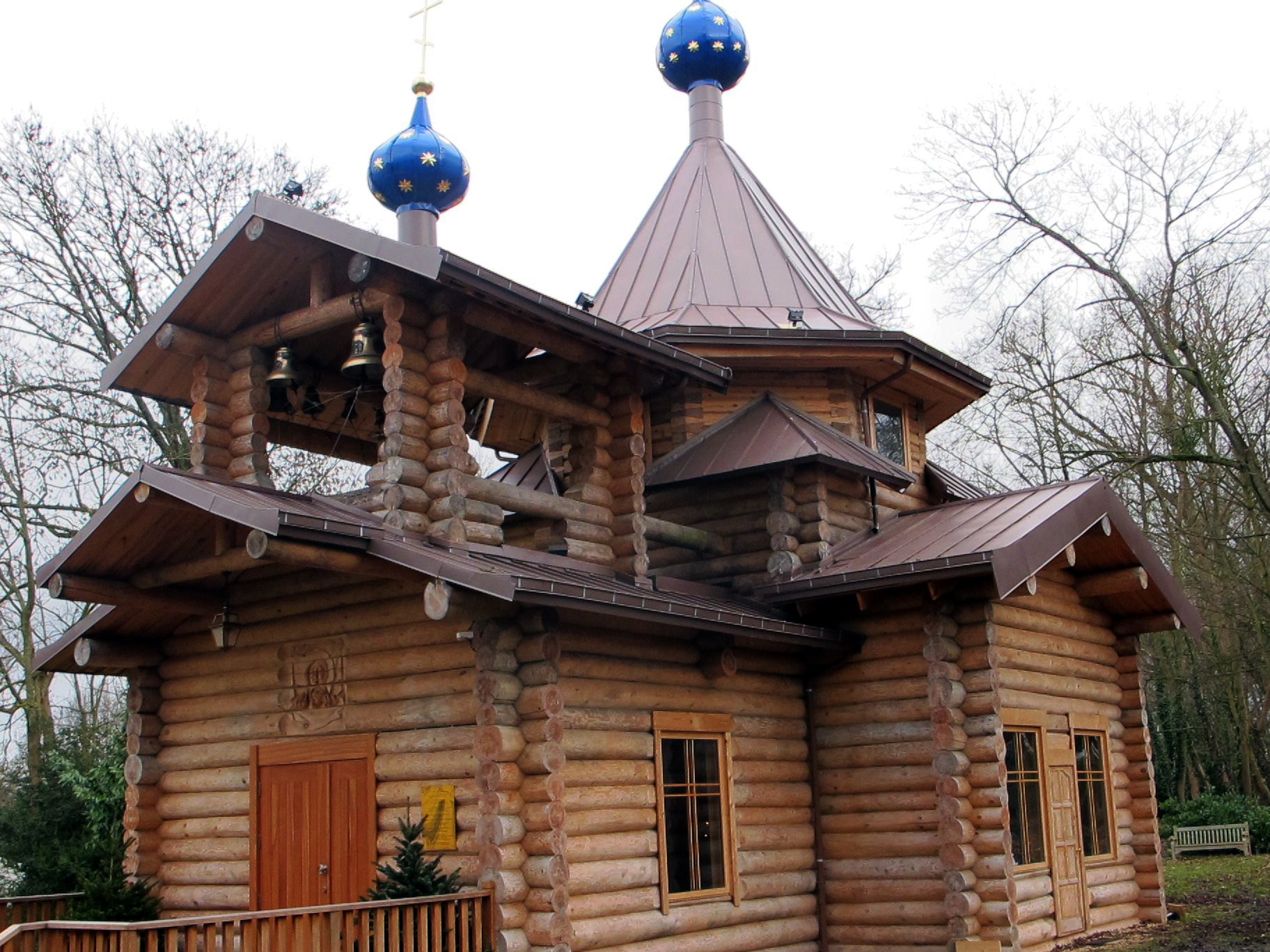
L'église en bois d'Épinay-sous-Sénart.

En 1993, la première église de France de fabrication traditionnelle russe en bois est élaborée dans la région de Kirov, par des ouvriers locaux et selon les lois de l'architecture religieuse de la Russie ancienne, puis acheminée à Millau, dans l'Aveyron, par wagons SNCF. Elle s'élève désormais près de Sylvanès (en russe : Церковь Этимазис Сильванеса). 
Puis pour la paroisse de Nantes, sont acheminés en 2002, depuis une entreprise de Rodniki en Russie qui les a réalisés, puis remontés en 2004-2005 à la Beaujoire (dans le quartier Nantes Erdre), les éléments de l'église orthodoxe Saint-Basile-de-Césarée-et-Saint-Alexis-d'Ugine. 
Une autre église en bois, l'église Notre-Dame de la Nativité (en russe : Xрам Рождества Пресвятой Богородицы) a été consacrée en septembre 2014, à Épinay-sous-Sénart, près de Paris. Elle fut transportée en pièces détachées par camion de Tver, au nord-ouest de Moscou, à l'Île-de-France.

Après de longues négociations entre la mairie de Paris et la fédération de Russie, est construite, en plein Paris, non loin de la tour Eiffel, la cathédrale de la Sainte-Trinité ; son architecte, le Français Jean-Michel Wilmotte l'a conçu dans un style résolument moderne. La construction des autres édifices du Centre spirituel et culturel orthodoxe russe dont la cathédrale fait partie est achevée durant l'année 2016.

## Organisation

### Les Églises officielles
L' Église orthodoxe russe hors frontières EORHF (Diocèse de Genève et de l'Europe occidentale) (ru) : Русская Православная Церковь Заграницей, РПЦЗ. En 1920, à la fin de la guerre civile, des prêtres et des évêques quittent la Russie et organisent à l’étranger une nouvelle juridiction indépendamment du patriarcat de Moscou. En 2007, le dialogue se rétablit entre EORHF et l'EORF par la signature à Moscou d'un Acte d'union canonique et eucharistique :

- Église Saint Jean le Russe (ru) : Церковь св. Иоанна Русского, исповедника, à Lyon (Rhône)[4].
- Église de la Résurrection du Christ (ru) : Церковь Воскресения Христова, à  Meudon (Hauts-de-Seine)[5].

L'Archevêché des églises orthodoxes russes en Europe occidentale (Exarchat du patriarcat œcuménique) (ru) : Архиепископия православных русских церквей в Западной Европе. Экзархат вселенского патриархата est longtemps une juridiction, constituée en 1931, du patriarcat œcuménique de Constantinople, pour rassembler les paroisses qui ne voulaient plus relever du patriarcat de Moscou. Son siège est à Paris. En France, toutes les paroisses dépendantes de l’Archevêché sont géographiquement organisées en doyennés ayant chacun à leur tête un archiprêtre (Nord-Est parisien, Sud-Ouest parisien, Bretagne, Val-de-Loire et Poitou, centre de la France, est de la France, sud-est de la France, sud-ouest de la France) : par exception, la paroisse de Lille dépend du doyenné de Belgique.
 En septembre 2019, Jean Renneteau décide de rejoindre le patriarcat de Moscou, suivi par une partie du clergé, des paroisses et des communautés.
- Cathédrale Saint-Alexandre Nevsky à Paris[7].
- Église Saint-Serge, à Paris.
- Église de la Présentation-de-la-Vierge-au-Temple, rue Olivier-de-Serres à Paris (paroisse parisienne de l'Action chrétienne des étudiants russes).
- Église Saint-Séraphin-de-Sarov, rue Lecourbe à Paris.
- Église Notre-Dame-de-la-Dormition, à Sainte-Geneviève-des-Bois.
- Cathédrale Saint-Nicolas de Nice, à Nice.
- Église de la Résurrection-du-Christ à Grenoble[8].

Le Vicariat de tradition russe auprès de la Métropole de France regroupe depuis fin 2019 les paroisses et les communautés qui refusent la décision de Jean Renneteau, de l'archevêché des églises orthodoxes russes en Europe occidentale (AERO), de rejoindre le Patriarcat de Moscou et veulent rester fidèles au patriarcat de Constantinople.
- Église Notre-Dame-du-Signe, à Paris.
- Église Saint-Nicolas-le-Thaumaturge, à Boulogne-Billancourt.
- Église Saint-Alexandre-Nevsky-et-de-la-Protection-de-la-Mère-de-Dieu, à Biarritz.
- Monastère Notre-Dame-de-Toute-Protection, à Bussy-en-Othe.
- Église Saint-Basile-de-Césarée-et-Saint-Alexis-d'Ugine, à Nantes.
- Église Saint-Serge-et-Saint-Vigor de Colombelles (après être restée un temps au sein de l'AERO après son transfert au patriarcat de Moscou, la paroisse a décidé de rejoindre le vicariat au printemps 2022).

L’Église orthodoxe russe en France EORF (Diocèse de Chersonèse) est une juridiction fondée en 1960 qui regroupe les paroisses orthodoxes situées en France, Suisse, Espagne et Portugal, et relève du patriarcat de Moscou.
- Communauté russe de Saint-Nicolas à Ugine (Savoie)[9]
- Église des Trois-Saints-Docteurs de Paris (en russe : Храм трёх святителей).

### Les Églises non officielles
« Les discussions avec le patriarcat de Moscou à partir de 2000, puis l'acte de rétablissement de la communion en 2007, ont provoqué plusieurs mouvements d'opposition, tant en Russie que dans la diaspora russe. Les opposants ont créé plusieurs nouvelles juridictions ».
- Église orthodoxe russe hors frontières - Autorité suprême provisoire de l'Église (ru) : Временное Высшее Церковное Управление Русской Православной Церкви Заграницей: Église Saint-Nicolas à Lyon.
- Église orthodoxe russe en exil (Diocèse d'Europe occidentale) (ru) : Русская Православная Церковь в изгнании.
- Vraie Église orthodoxe russe - Synode lazarite (ru) : Русская Истинно-Православная Церковь (РИПЦ)) (лазаревская ветвь).

## Les lieux de culte orthodoxe en Rhône-Alpes

### En Isère
Dès son arrivée en Isère, dans les années 1920, les réfugiés russes en provenance du camp de Gallipoli en Bulgarie ou de Constantinople s'installent sur trois sites industriels qui recherchent de la main d’œuvre qualifiée : Rioupéroux, dans la vallée de la Romanche, Rives, au nord de Grenoble et à Grenoble même. 

#### ÀRioupéroux
La chapelle Saint Tikhon Zadonski sera installée en 1925 dans un local prêté par les usines de la vallée de la Romanche. En 1928, le prêtre Dmitri Soboleff est destitué et l'église vidée de ses objets paroissiaux. Cependant, quelque temps après, les offices religieux reprennent qui sont suivis avec une grande ferveur par les paroissiens sous la conduite de prêtres exemplaires. Un ouvrier de l'usine, Mitrophan Novikoff, dont la très belle voix de basse est restée dans les mémoires, dirige le chœur. Les années d'après-guerre voient les paroissiens se déchirer en deux clans. Puis le nombre des paroissiens diminue irrémédiablement. Et en 1959, l'église est définitivement fermée.

#### ÀRives
À Rives, au château de l'Orgère, la paroisse orthodoxe fondée à la même époque assurera le culte jusque dans les années 1980.

#### ÀGrenoble
À Grenoble, où la communauté russe est la plus importante, (500 personnes en 1930) les pratiquants se réuniront dans l'église grecque et au temple protestant, avant de trouver un entrepôt de maraîcher, situé 5 avenue de Vizille45,18438, 5,71713.
En 1928, la création de l'Association cultuelle orthodoxe russe permettra à l’Église de la Résurrection du Christ d'être officiellement fondée à cette même adresse. Mais ce n'est qu'en 1957 que l'Archevêché, rattaché au patriarcat de Constantinople, deviendra propriétaire du bâtiment. En 1938, l'iconostase de l'église est décorée par Dmitri Stelletski (1875-1947), sculpteur, décorateur de théâtre et peintre iconographe, et ami du père Choumkine, premier recteur de la paroisse. Des icônes seront également offertes par des paroissiens.
Plus tard, en 1970, Galina Makhroff, née Klimoff, (1922-2004, Grenoble) propose de réaliser pour l'église de son enfance une série de seize fresques que l'on peut voir sur le site de la paroisse.
Après la chute de l'Union soviétique, l'église voit augmenter le nombre de ses paroissiens grâce à l'installation à Grenoble de chercheurs et d'étudiants russes.

### En Savoie

#### AUgine

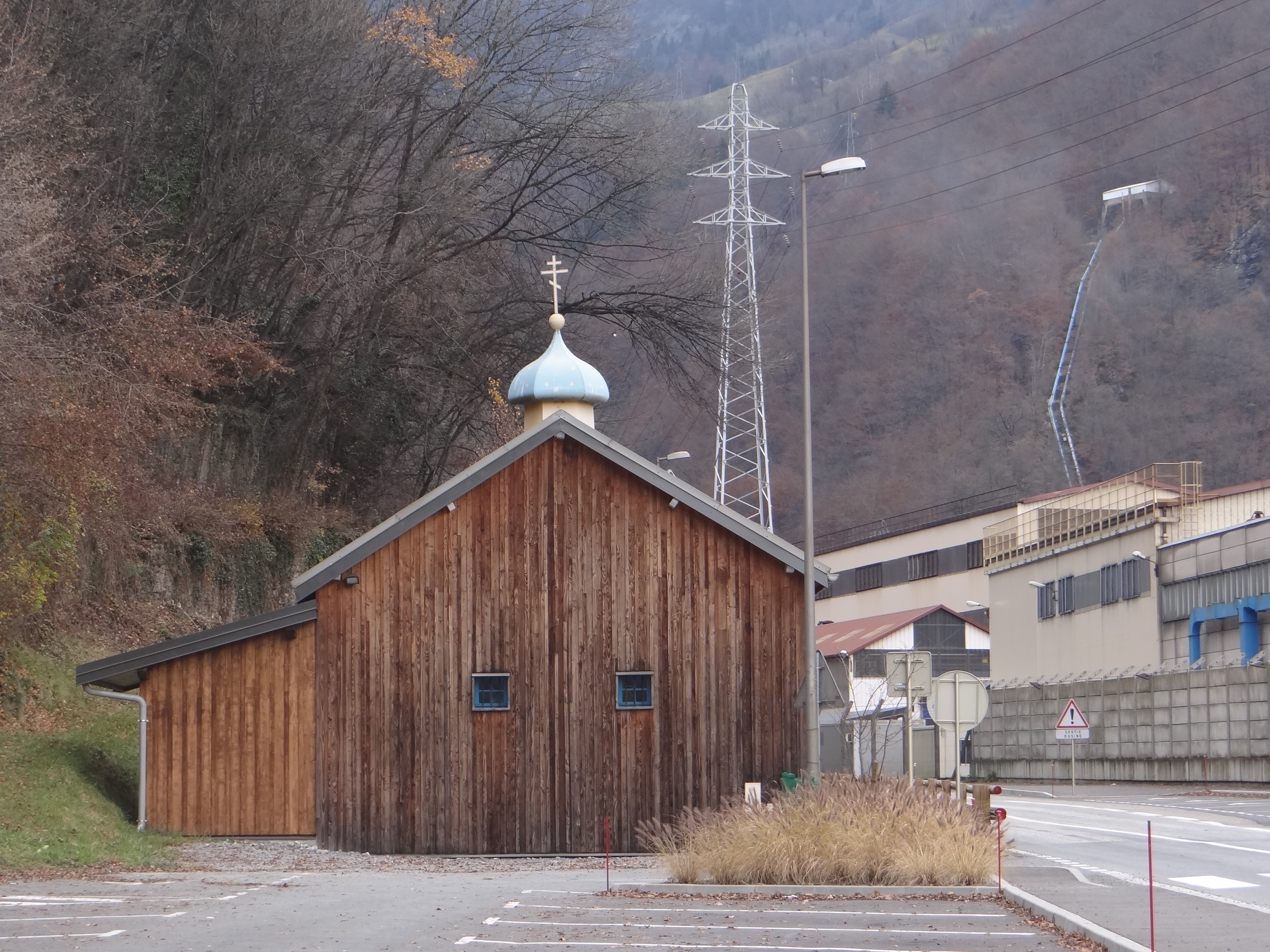
Église Saint-Nicolas d'Ugine et l'usine des aciéries.

- Église Saint-Nicolas d'Ugine et l'usine des aciéries.Église Orthodoxe Saint-Nicolas 45,74841, 6,4308 : En 1924, les Russes qui travaillent à Ugine[14] créent un lieu de culte qui sera consacré en décembre 1926. Le sol est en terre battue. Il n'y a pas d'iconostase mais des draps tendus. Ils seront remplacés par une iconostase venant de Bizerte à la fin des années vingt. La paroisse dépendait du Patriarcat de Constantinople et s'est rattachée au Patriarcat de Moscou en 1947. Le dernier prêtre, le père Philippe Chportak n'a pas été remplacé à sa mort en 1980. Depuis cette date, des liturgies seront célébrées épisodiquement, l'église servant surtout pour les funérailles. En 2001, la pourriture du bardage, l'oxydation du toit et les infiltrations d'eau la condamnait à disparaître. Elle a été sauvée et restaurée par l'association "La Communauté Russe et Ugine"[15].

- Église orthodoxe de la Sainte Trinité : Construite à la fin des années vingt par le Patriarcat Hors Frontières, cette petite église était située au lieu-dit "Les Glaciers" sur la route d'Albertville. Elle a cessé de vivre après le départ du père Georges Samkoff en 1945. Démolie dans les années quatre-vingt-dix.
- La communauté baptiste d'Ugine comptait une quinzaine de Russes. Certains venaient de familles de Vieux-Croyants.

### En Haute-Savoie

#### ÀAnnecy
La Communauté de tous les Saints (ru: Приход всех святых) : Dans les années 1930, les Russes orthodoxes se réunissaient un dimanche sur deux dans une petite église catholique située sur le canal Le Thiou. Puis la municipalité de d'Annecy prêta à la paroisse orthodoxe russe un édifice situé à côté de l'ancienne prison du XVIe siècle qui fut transformée en musée. Après la Seconde guerre, le nombre des paroissiens diminua très sensiblement du fait du retour en Union soviétique d'un grand nombre d'entre eux. Jusque dans les années 1970 les offices ne furent célébrés qu'une fois par mois. En 1979, Macha Stakhovitch, nommée professeur stagiaire dans un collège d'Annecy, entreprit de donner un nouvel élan à la paroisse. Mais en 1981, à la mort du prêtre Vassilij Artourovitch, l'église fut fermée à la demande de la mairie et l'iconostase entreposée dans la réserve du musée.

### Dans le Rhône

#### ALyon
- Église orthodoxe russe Saint-Nicolas (5, rue Sainte-Geneviève, 69005)
- Église Saint-Jean-le-Russe (77 cours Eugénie, 69003)
- Paroisse de la protection de la Très Sainte Mère de Dieu (9 Mnt des Carmes Déchaussés, 69005)

### Personnalités russes de la région
- Saint Alexis d'Ugine (1867-1934), prêtre russe, fêté le 22 août.